# 天倉ふゆ
天倉 ふゆ（あまくら ふゆ）は、日本の漫画家。新潟県出身 。2014年、「白衣コンプレックス」が第36回デザート新人賞優秀賞を受賞しデビュー。

## 作品リスト

### 漫画作品

#### 連載
- お嬢さんと呼ばないで（『デザート』2017年5月号別冊付録 - 2018年7月号別冊付録） - 初連載[2]。
- ヒロインはじめました。（『デザート』2019年1月号[3] - 2020年7月号）
- 金魚屋さんのかりそめ夫婦（『ASUKA』2023年1月号[4] - ）

#### 読み切り
- 白衣コンプレックス[5]
- エンキョリ彼氏とキスのさき（『THEデザート』2015年5月号）
- キスはスーツのままで（『デザート』2016年5月号別冊付録） - 『ヒロくんが先生』に収録。
- 甘やかさないで、陽向くん（『デザート』2016年7月号別冊付録） - 『ヒロくんが先生』に収録。
- 放課後と恋する瞳（『デザート』2016年9月号別冊付録） - 『ヒロくんが先生』に収録。
- ヒロくんが先生（『デザート』2016年11月号別冊付録） - 『ヒロくんが先生』に収録。
- 呪いとひみつ（『月刊Asuka』2021年6月号）

### 書籍
特記のない限り、講談社〈講談社コミックスデザート〉より刊行。
- 『ヒロくんが先生』2016年12月13日発売[6]、ISBN 978-4-06-365891-0、全1巻 - 初の単行本[1]。
- 『お嬢さんと呼ばないで』2017年 - 2018年、全2巻
  1. 2017年11月13日発売[7][8]、ISBN 978-4-06-510409-5
  2. 2018年7月13日日発売[2]、ISBN 978-4-06-512090-3
- 『ヒロインはじめました。』2019年 - 2020年、全4巻
  1. 2019年4月12日発売[9][10]、ISBN 978-4-06-515166-2
  2. 2019年9月13日発売[11]、ISBN 978-4-06-516980-3
  3. 2020年2月13日発売[12]、ISBN 978-4-06-518552-0
    - 番外編 めんどくさい奴（『デザート』2019年11月号別冊付録）

  4. 2020年7月13日発売[13]、ISBN 978-4-06-520187-9
- 『金魚屋さんのかりそめ夫婦』、KADOKAWA〈あすかコミックスDX〉2023年 - 、既刊3巻（2025年6月24日現在）
  1. 2023年9月22日発売[14]、ISBN 978-4-04-114227-1
  2. 2024年7月23日発売[15]、ISBN 978-4-04-115196-9
  3. 2025年6月24日発売[16]、ISBN 978-4-04-116148-7

#### アンソロジー
- ハイスぺ男子vol.5 別フレ×デザートワンテーマコレクション[17] - 電子書籍限定配信。
  - 「ヒロインはじめました。」第1話収録。
- ハイスぺ男子vol.6 別フレ×デザートワンテーマコレクション[18] - 電子書籍限定配信。
  - 「ヒロインはじめました。」第2話収録。表紙も担当。
- ハイスぺ男子vol.7 別フレ×デザートワンテーマコレクション[19] - 電子書籍限定配信。
  - 「ヒロインはじめました。」第3話収録。
- ハイスぺ男子vol.8 別フレ×デザートワンテーマコレクション[20] - 電子書籍限定配信。
  - 「ヒロインはじめました。」第4話収録。
- 若葉の狂詩曲[21]
  - 「呪いとひみつ」収録。